# Марес, Осмар
Осма́р Ма́рес Марти́нес (исп. Osmar Mares Martínez; родился 17 июля 1987 года в Торреоне, Мексика) — мексиканский футболист, левый защитник клуба «Веракрус».

## Клубная карьера
Марес родился в Торреоне и окончил футбольную академию местной команды «Сантос Лагуна». Он был включен в заявку основной команды на весеннюю стадию сезона - Клаусуру 2006 года, но дебюта пришлось ждать полгода, когда 15 октября 2006 года в матче против «Хагуарес Чьяпас», тренер Даниэль Гусман, выпустил Осмара на поле. После победы в чемпионате Клаусуры 2008 года, Марес становится основным защитником команды.
Летом 2010 года, Марес на правах годичной аренды переходит в «Сан-Луис». 25 июля в матче против «Монтеррея» он дебютировал за новую команду. В новом клубе, Осмар провёл почти все матчи чемпионата в основе, а также принял участие в розыгрыше Кубка Либертадорес 2011 года. 9 января 2011 года в поединке против «Монтеррея» Марес забил свой первый гол за Сан-Луис.
В 2014 года на правах аренды Марес перешёл в столичную «Америку». 20 июля года в матче против «Леона» он дебютировал за новый клуб. В том же году Осмар во второй раз стал чемпионом Мексики. В апреле 2015 года вместе с «Америкой» он выиграл Лигу чемпионов КОНКАКАФ впервые в её истории. В 2016 году он во второй раз подряд стал победителем Лиги чемпионов КОНКАКАФ.

## Международная карьера
Марес был включен в заявку молодёжной сборной Мексики на Молодёжный Чемпионат Мира 2007 года в Канаде. В единственном матче, котором он принимал участие на турнире, против молодёжной сборной Новой Зеландии, Осмар забил важный гол и помог мексиканцам победить, 2-1.

## Достижения
Командные
 «Сантос Лагуна»
- Чемпионат Мексики по футболу — Клаусура 2012

 «Америка» (Мехико)
- Чемпионат Мексики по футболу — Апертура 2014
- Обладатель Кубка чемпионов КОНКАКАФ — 2014/2015
- Обладатель Кубка чемпионов КОНКАКАФ — 2015/2016